# Hermenegildo Altozano Moraleda
Hermenegildo Altozano Moraleda (Baños de la Encina, 23 de diciembre de 1916-Jerez de la Frontera, 12 de septiembre de 1981) fue un político y militar español. Jurídico militar, durante la Dictadura franquista llegó a ejercer diversos cargos. Tuvo una destacada actuación como gobernador civil de Sevilla.

## Biografía

### Carrera profesional
Nacido en la localidad jienense de Baños de la Encina el 24 de diciembre de 1916, en el seno de una familia de grandes propietarios agrícolas. Realizó estudios de derecho en la Universidad de Granada. Durante la Guerra civil permaneció en la zona republicana, actuando como agente «quintacolumnista» para el Servicio de Información y Policía Militar. Por sus actuaciones durante la guerra llegó a recibir la Medalla de la Campaña. Miembro del Cuerpo Jurídico Militar, tras la contienda alcanzó el rango de teniente auditor y llegó a ejercer como profesor en la Escuela Naval de Marín. En 1949 fue nombrado secretario general del Gobierno general de los territorios españoles del Golfo de Guinea, cargo que ejercería hasta 1955.

### Gobernador civil de Sevilla
Miembro del Opus Dei y reconocido monárquico, formó parte del Consejo Privado del Conde de Barcelona. En enero de 1959 fue nombrado gobernador civil de Sevilla. En comparación con sus antecesores, Altozano no era falangista y desde el comienzo marcó distancias con la estética de Falange que había imperado hasta entonces. Pronto ganó fama de ser el primer gobernador civil —y jefe provincial del «Movimiento»— que rechazó llevar la camisa azul falangista, manifestándose además abiertamente partidario de la monarquía. Incluso el propio Francisco Franco llegó a mostrar su malestar con la línea de actuación de Altozano, comentando en una ocasión:

¡No sé de dónde saca Camilo estos gobernadores! Nadie les conoce, ni tienen la menor preparación política del régimen; tal vez se asesore con el director general de Administración Local, el señor Moris o Altozano, a quien molesta la política del régimen y que no pierde ocasión de hacer gala de ello, sea hablando mal de mí o protegiendo a enemigos de la Falange.

Realizó diversos cambios en la administración local, sustituyendo tanto al alcalde como al presidente de la diputación provincial —nombrando a tal efecto a Mariano Pérez de Ayala y Joaquín Carlos López Lozano, respectivamente—. También designó a personas cercanas para otros cargos de responsabilidad: en el seno de la organización local del Sindicato Español Universitario, por ejemplo, nombró a Ramón Cercós Bolaños como jefe del distrito universitario y a Alejandro Rojas-Marcos como secretario. Acusado por sus detractores de actuar al dictado del Opus Dei, Altozano emprendió una fuerte campaña de moralización pública que incluyó la represión contra los prostíbulos de la ciudad —las llamadas «casas de tapadillo»—. En el seno de las élites sevillanas su actuación le granjeó no pocos enemigos.
Preocupado por los problemas sociales que afectaban a la ciudad, en abril de 1961 llevó a Franco a visitar el asentamiento chabolista de El Vacie, visita que no contó con el agrado del propio Franco. En noviembre de ese año Altozano mandó detener al periodista Manuel Benítez Salvatierra por un artículo publicado en el diario Pueblo en el cual Benítez pedía responsabilidades políticas por la gestión de las graves inundaciones que habían tenido lugar en esas fechas, entre otras acusaciones. Dichas inundaciones provocaron que miles de sevillanos perdieran su hogar y quedaran en la calle. Altozano sería cesado en la primavera de 1962, siendo sustituido por el camisa azul José Utrera Molina. Sin embargo, al parecer el propio Altozano habría solicitado su cese a Alonso Vega en octubre de 1961.

### Etapa posterior
Con posterioridad sería nombrado presidente del Banco Hipotecario, estando bajo vigilancia policial durante algún tiempo.

## Reconocimientos
- Cruz del Mérito Civil (1960)[7]
- Gran Cruz de la Real y Militar Orden de San Hermenegildo (1971)
- Gran Cruz del Mérito Naval (1974)